# 파이터 (2007년 영화)
《파이터》(영어: Fightgirl Ayse)은 2007년에 개봉한 덴마크의 영화이다.

## 한국판 성우진(KBS)
- 소연 - 아이샤(셈라 투란)
- 김승준 - 에밀(사이런 비요른 멜빌)
- 유동균 - 알리(니마 나비포르)
- 강구한 - 사범(가오 시엔)
- 이근욱 - 아버지
- 임은정 - 어머니
- 한상덕 - 자스민의 아빠
- 유지영 - 마야
- 변영희 - 에멧
- 서지연 - 쟈스민
- 박영재 - 오마
- 이채정 - 소피